# Acrosterigma magnum
Acrosterigma magnum is een tweekleppigensoort uit de familie Cardiidae. De wetenschappelijke naam werd gepubliceerd in 1758 door Carl Linnaeus in de tiende editie van Systema naturae.